# スージャナ・バーイー
スージャナ・バーイー（Sujana Bai, ? - 1738年以降）は、南インドのタミル地方、タンジャーヴール・マラーター王国の君主（在位：1737年 - 1738年）。

## 生涯
1737年、ヴィヤンコージー2世が死亡したことにより、その妃であったスージャナ・バーイーが女王として即位した。だが、その治世はヴィヤンコージー2世からの権臣のサイイドが握っていた。
1738年、スージャナー・バーイーはサイイドに廃位され、サラボージーの息子シャーフージー2世が即した。